# Mlýnské Struhadlo
Mlýnské Struhadlo (depuis 1948, auparavant : Struhadlo) est une commune du district de Klatovy, dans la région de Plzeň, en République tchèque. Sa population s'élevait à 55 habitants en 2021.

## Géographie
Mlýnské Struhadlo se trouve à 14 km à l'est-nord-est de Klatovy à 35 km au sud-sud-est de Plzeň et à 100 km au sud-ouest de Prague.
La commune est limitée par Měčín au nord, par Neurazy au nord-est et à l'est, par Plánice au sud-est et au sud, et par Újezd u Plánice et Plánice à l'ouest.

## Histoire
La première mention écrite de la localité date de 1437.

## Galerie

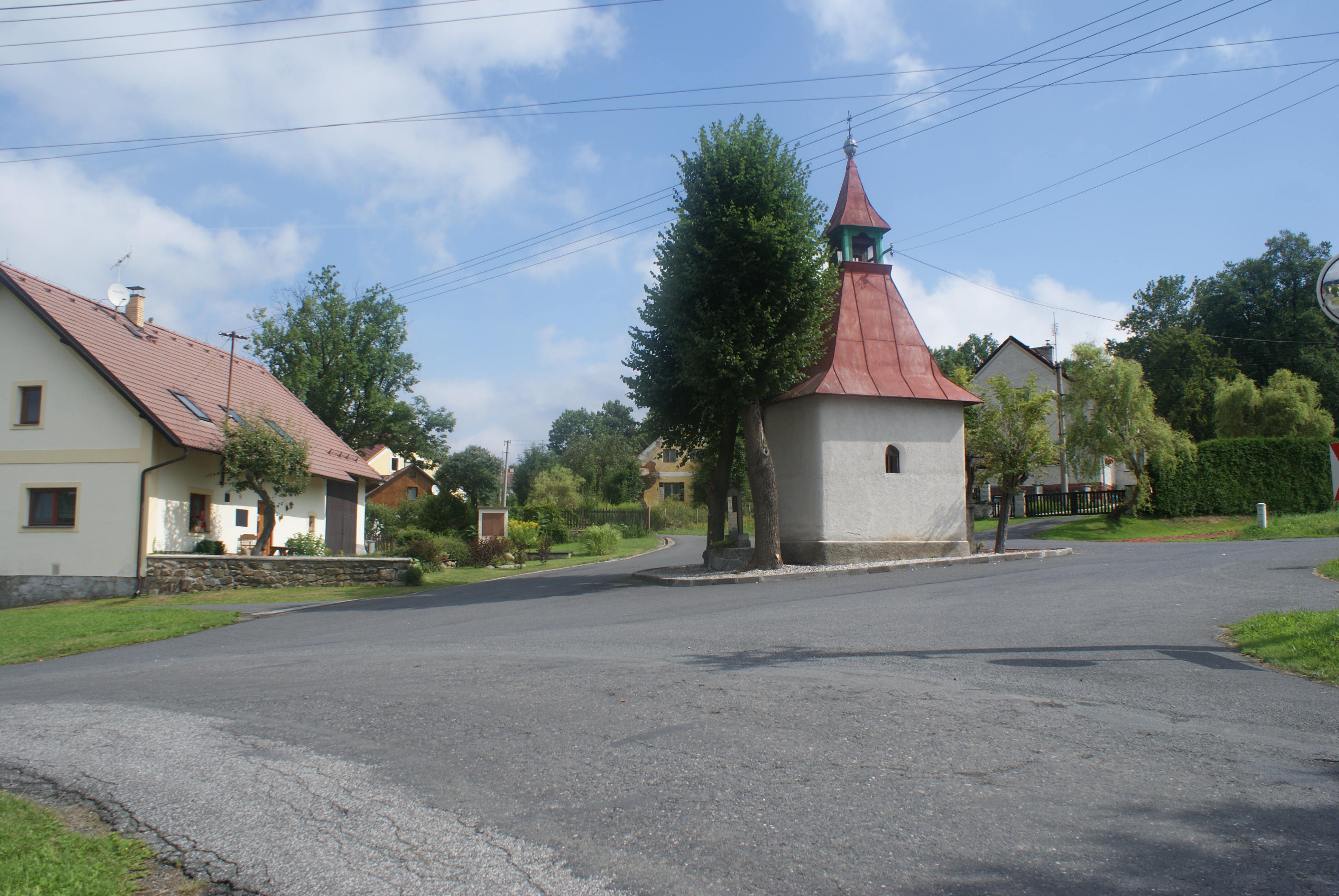
Centre de Mlýnské Struhadlo.
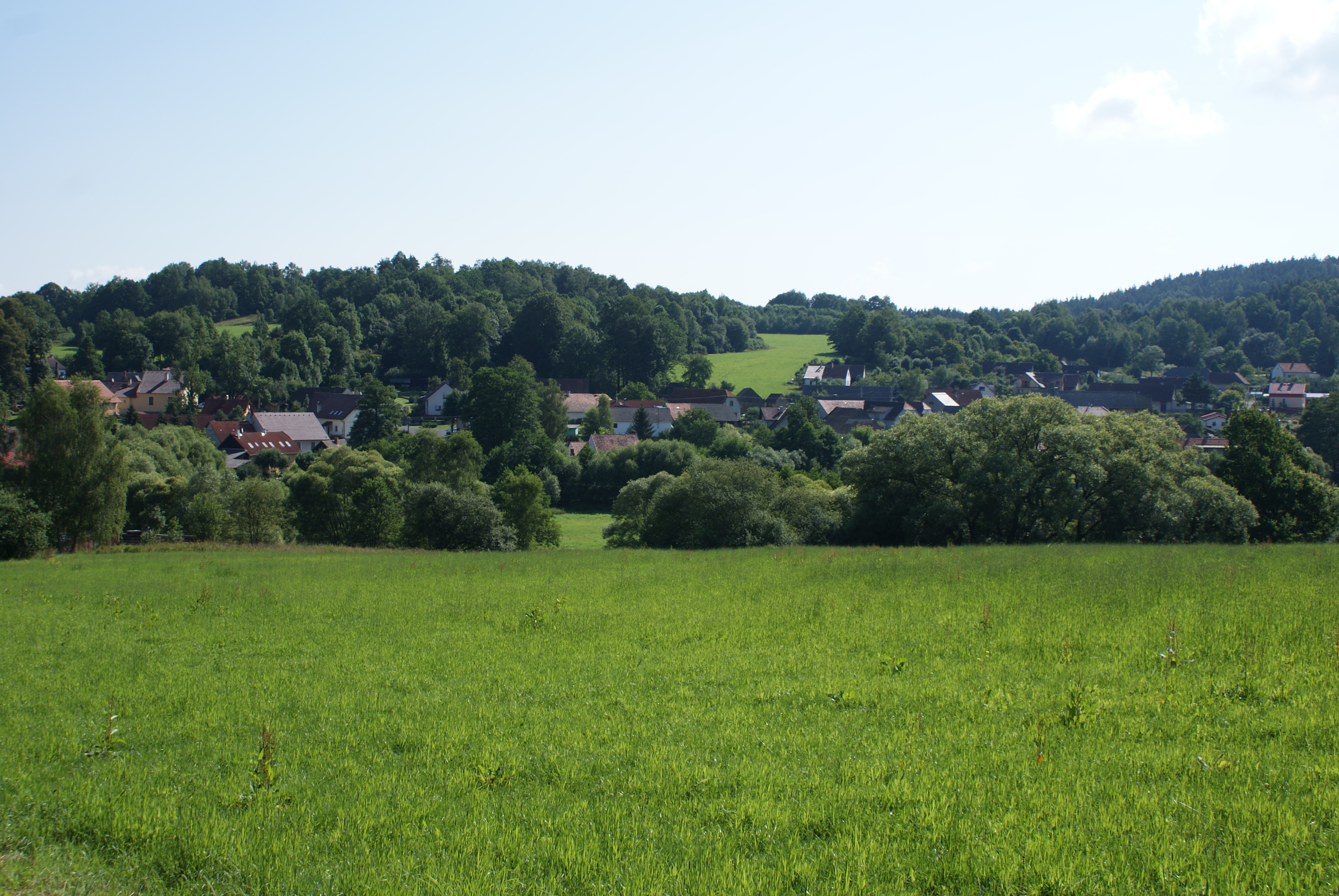
Vue générale.

## Transports
Par la route, Mlýnské Struhadlo se trouve à 16 km du centre de Klatovy, à 46 km de Plzeň et à 121 km de Prague.